# Microsphaera trifolii
Microsphaera trifolii är en svampart som först beskrevs av Robert Kaye Greville, och fick sitt nu gällande namn av U. Braun 1981. Microsphaera trifolii ingår i släktet Microsphaera och familjen Erysiphaceae.  Arten är reproducerande i Sverige. Inga underarter finns listade i Catalogue of Life.

## Källor

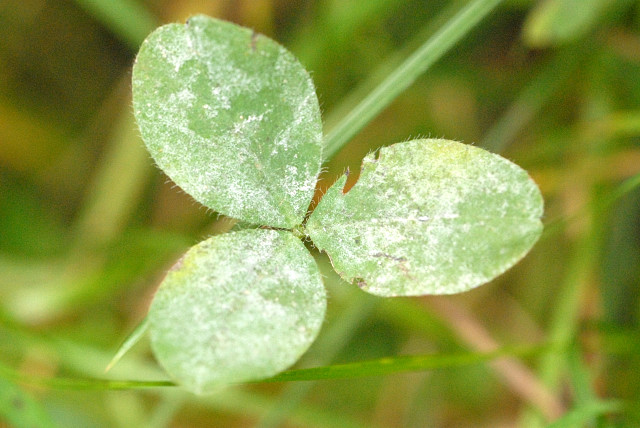